# Celosia
Celosia L. és un gènere de plantes amb flors dins la família de les amarantàcies. Algunes espècies es cultiven com a plantes ornamentals car tenen flors vistoses. La Celosia argentea var. argentea o Lagos spinach ("espinac de Lagos") és una de les principals verdures cultivades de Nigeria, on es coneix també com a "soko yokoto", que vol dir "fa els marits grossos i feliços". Inclou les següents espècies:
- Celosia argentea - cresta de gall, vellut, amarant plomós
- Celosia caracas
- Celosia cristata
- Celosia nitida
- Celosia palmeri
- Celosia plumosa
- Celosia trigyna
- Celosia virgata